# Unione Sportiva Ivrea Calcio
L'Unione Sportiva Ivrea Calcio A.S.D., meglio nota come Ivrea, è una società calcistica italiana della città di Ivrea. Milita in Promozione, la sesta divisione del campionato italiano.
Costituita nel 2015 come F.C. Calcio Ivrea 1905 A.S.D. e nota come U.S. Ivrea Calcio A.S.D. dal 2019, è l'erede della tradizione sportiva iniziata nel 1918 con la fondazione dell'U.S. Eporediese e passata attraverso varie rifondazioni e cambi di denominazione. 
La società conta quali campionati di maggior livello una decina di partecipazioni alla Serie C pre riforma 1978, ed una in C1 nel 2006-2007.

## Storia
Il calcio a Ivrea era già praticato nel 1901, quando venne costituita la sezione football dell'Ivrea Sporting Club (1900), rinominata poi Calcio Ivrea nel 1905 e affiliata alla FIGC nel 1913-1914, con la denominazione Ivrea Foot-Ball Club, con sede presso il Caffè dello Statuto. Le attività si fermarono con lo scoppio della prima guerra mondiale.
Alla fine della guerra venne fondata l'Unione Sportiva Eporediese, che venne iscritta ai campionati piemontesi di Terza Categoria, Promozione e Terza Divisione. All'inizio della stagione 1925-1926 cambiò denominazione in Ivrea Foot Ball Club. Rifondata nel 1930 con la denominazione Associazione Calcio Ivrea, disputò diversi campionati ai massimi livelli regionali di Seconda e Prima Divisione tra il 1933 e il 1941; nel 1940 fece la sua comparsa la maglia arancione. Nella stagione 1941-1942 avvenne l'esordio in Serie C, rimanendovi fino all'interruzione dei campionati dovuta alla seconda guerra mondiale, nel 1943.
Alla ripresa dei tornei, l'Ivrea fu re-iscritta alla Serie C, categoria nella quale militò fino al 1947-1948, anno della riforma della Serie C. La squadra fu relegata in Prima Divisione; nel 1952 vinse il campionato salendo in Promozione. In due anni l'Ivrea approdò dunque in IV Serie; riscattando la sconfitta patita nello spareggio con il Saluzzo allo stadio Filadelfia di Torino al termine del campionato 1952-1953, l'anno successivo gli arancioni compirono l'impresa vincendo un appassionante duello a distanza con la Wild di Novara. Dal 1954-1955 al 1960-1961 l'Ivrea partecipò a campionati di IV Serie e Serie D.
Nel 1961 l'Ivrea vinse il suo girone di Serie D e approdò in Serie C. I due sesti posti consecutivi ottenuti al termine dei campionati 1962-1963 e 1963-1964 divennero il più prestigioso risultato conseguito nel palmarès arancione. Dopo la retrocessione avvenuta al termine della stagione 1965-1966 l'Ivrea rimase lontano dai campionati professionistici per diversi anni.

Ivrea 1974-1975

Alla fine del ventesimo secolo una nuova dirigenza diede possibilità all'Ivrea di salire in Serie C2. Dopo un primo tentativo vanificato dalla sconfitta nello spareggio contro il Savona al termine della stagione 2001-2002, l'anno successivo la squadra arancione poté festeggiare la promozione in Serie C2 e il ritorno nel calcio professionistico dopo 37 anni di assenza. Nella stagione 2005-2006, venne promossa in Serie C1, dopo i play-off contro il Carpenedolo, a cui fece però seguito un immediato ritorno in C2.
Nel 2009 non presentò il rinnovo dell'iscrizione al campionato di Lega Pro Seconda Divisione. Successivamente non riuscì a iscriversi né al campionato di Eccellenza, neanche come squadra in sovrannumero, né a nessun altro campionato italiano. L'Ivrea Calcio, dopo alcuni anni di buone prestazioni nei campionati nazionali della C1 e C2, per motivi societari dovuti a difficoltà finanziarie in seguito al ritiro di Zucco (dirigente necessario dal punto di vista economico) terminò così la sua lunga storia calcistica.
Nel 2010, dopo un anno senza calcio a Ivrea, la Montaltese, squadra di Promozione di Montalto Dora, vi trasferì qui la sede sociale e cambiò denominazione in A.S.D. Montalto Ivrea. Questa squadra rappresentò quindi la città di Ivrea, per tentare di riprendere la difficile scalata ai massimi campionati.
Nel 2012, dopo la promozione in Eccellenza, la società cambiò denominazione in A.S.D. Calcio Ivrea, ma nel 2015, dopo tre stagioni in Eccellenza, a causa dei problemi economici che colpirono la società il Calcio Ivrea si disciolse in più parti: il titolo di Eccellenza venne trasferito alla vicina squadra del Banchette che militava nel campionato di Promozione e che cambiò denominazione in Ivrea Banchette.
Il settore giovanile formò una nuova società denominata Ivrea Montalto, iscrivendo una prima squadra nel campionato di Terza Categoria.
Infine una terza nuova società acquisì il titolo della prima squadra eporediese fondata nel Novecento, costituendo il Football Club Calcio Ivrea 1905 A.S.D. e iscrivendosi al campionato di Terza Categoria.
Nel 2018, dopo una rapida risalita in Prima Categoria, l'Ivrea, dopo essersi fusa con l'altra squadra cittadina, ovvero l'Ivrea Montalto, venne ripescata nel campionato di Promozione e successivamente cambiò denominazione in Unione Sportiva Ivrea Calcio A.S.D.

## Società

### Organigramma societario
- Dario Ravera Chion - Presidente
- Mirko Maran - Vicepresidente
- Alessandro Provenzano - Direttore generale
- Domenico Foti - Direttore sportivo
- Patrick Reolfi - Responsabile settore giovanile

## Allenatori e presidenti
| Allenatori - 1921-1925 Commissione tecnica - 1925-1926 A. Rodda e P. Pagliughi - 1926-1927 Commissione tecnica - 1930-1932 Alessandro Brunoldi - 1932-1934 Alessandro Brunoldi e Enzo Manfredini - 1936-1937 Libero Marchina Luigi Cambursano - 1937-1938 Luigi Cambursano - 1938-1941 Antonio Rodda - 1941-1942 Luigi Bajardi - 1942-1943 Michele Borelli Antonio Rodda - 1945-1946 Alessandro Brunoldi - 1946-1947 Alessandro Brunoldi Tullio Fazi - 1947-1948 Tullio Fazi - 1948-1949 Giovanni Vercellotti - 1949-1950 Giovanni Vercellotti Ugo Locatelli - 1950-1952 Corrado Tamietti - 1952-1953 Renato Morniroli - 1953-1955 Edoardo Fusero - 1955-1956 Edoardo Fusero E. Gaglietto - 1956-1957 Edoardo Fusero V. Coltella e Johan Neu - 1957-1958 Johan Neu Vincenzo Coltella - 1958-1964 Livio Bussi - 1964-1965 Volturno Diotallevi - 1965-1966 Adelchi Brach - 1966-1967 Dario Ghiano Cesare Nay - 1967-1968 Giulio Vatta Sergio Castelli - 1968-1969 Sergio Vatta - 1969-1970 Bruno Padulazzi Sergio Vatta Bruno Padulazzi - 1970-1971 Franco Radaelli Sergio Vatta - 1971-1972 Sergio Vatta Franco Radaelli - 1972-1973 Franco Radelli Sandro Stocco - 1973-1974 Volturno Diotallevi Galeazzo Bello e Silvano Vincenzi - 1974-1975 Giorgio Puja - 1975-1976 Sergio Vatta - 1976-1977 Raffaele Cuscela - 1977-1978 Raffaele Cuscela Galeazzo Bello - 1978-1979 Francesco Sattolo Galeazzo Bello - 1979-1980 Sandro Stocco Dario Ghiano - 1980-1981 Nunzio Santoro Dario Ghiano - 1981-1982 Roberto Gori - 1982-1983 Luciano Cerutti Sandro Stocco, Saul Malatrasi e Sandro Salvadore - 1983-1984 F. Gionetto e B. Picat Re Giovanni Benedetto Dario Martini - 1984-1985 Dario Marini e Bruno Picat Re Silvino Bercellino - 1985-1986 Silvino Bercellino - 1986-1987 Augusto Bordetto - 1987-1988 Giovanni Benedetto Giorgio Puja Augusto Bordetto - 1988-1989 Augusto Bordetto - 1989-1990 Domenico Martinello - 1990-1993 Giuseppe Brucato - 1993-1995 Domenico Marocchino - 1995-1997 Giuseppe Brucato - 1997-1998 Giuseppe Brucato Giovanni Dellacasa Luciano Mordenti - 1998-1999 Massimo Storgato - 1999-2000 Nicola Petrucci Sergio Eberini - 2000-2001 Sergio Petrucci Salvatore Iacolino - 2001-2002 Salvatore Iacolino - 2002-2003 Salvatore Iacolino Gianluca Gaudenzi - 2003-2004 Gianluca Gaudenzi - 2004-2005 Gianluca Gaudenzi Beppe Zanelli Alessandro Castagna - 2005-2006 Osvaldo Iaconi - 2006-2007 Osvaldo Iaconi Francesco Buglio Osvaldo Iaconi - 2007-2008 Maurizio Braghin Daniele Fortunato - 2008-2009 Devis Mangia Alessandro Castagna - 2010-2011 Luca Conta - 2011-2015 Alberto Rizzo - 2015-2019 Massimo Pairotto - 2019-2024 Andrea Porrini - 2024- Fabio Lombardo |

## Palmarès

### Competizioni interregionali
- Serie D: 2

1960-1961 (girone A), 2002-2003 (girone B)

### Competizioni regionali
- Prima Divisione: 2

1940-1941 (girone C), 1951-1952 (girone B)
- Promozione: 4

1953-1954 (girone A), 1986-1987 (girone B), 1990-1991 (girone B), 2011-2012 (girone B)
- Eccellenza: 1

1996-1997 (girone A)
- Seconda Categoria: 1

2016-2017 (girone D)
- Terza Categoria: 1

1921-1922 (girone B)
- Coppa Italia Dilettanti Piemonte-Valle d'Aosta: 2

1993-1994, 1996-1997

### Competizioni provinciali
- Terza Categoria: 1

2015-2016 (girone A)
- Coppa Terza Categoria Piemonte: 1

2015-2016

## Statistiche e record

### Partecipazione ai campionati
| Livello | Categoria                           | Partecipazioni | Debutto   | Ultima stagione | Totale |
| ------- | ----------------------------------- | -------------- | --------- | --------------- | ------ |
| 3º      | Serie C                             | 10             | 1941-1942 | 1965-1966       | 11     |
| 3º      | Serie C1                            | 1              | 2006-2007 | 2006-2007       | 11     |
| 4º      | IV Serie                            | 3              | 1954-1955 | 1956-1957       | 23     |
| 4º      | Campionato Interregionale           | 1              | 1958-1959 | 1958-1959       | 23     |
| 4º      | Serie D                             | 14             | 1959-1960 | 1977-1978       | 23     |
| 4º      | Serie C2                            | 4              | 2003-2004 | 2007-2008       | 23     |
| 4º      | Lega Pro Seconda Divisione          | 1              | 2008-2009 | 2008-2009       | 23     |
| 5º      | Campionato Interregionale - 2ª Cat. | 1              | 1957-1958 | 1957-1958       | 14     |
| 5º      | Serie D                             | 5              | 1978-1979 | 2002-2003       | 14     |
| 5º      | Campionato Interregionale           | 7              | 1981-1982 | 1991-1992       | 14     |
| 5º      | Campionato Nazionale Dilettanti     | 1              | 1997-1998 | 1998-1999       | 14     |

### Partecipazione alle coppe
| Competizione            | Partecipazioni | Debutto   | Ultima stagione | Totale |
| ----------------------- | -------------- | --------- | --------------- | ------ |
| Coppa Italia            | 1              | 2006-2007 | 2006-2007       | 1      |
| Coppa Italia Serie C    | 5              | 2003-2004 | 2007-2008       | 6      |
| Coppa Italia Lega Pro   | 1              | 2008-2009 | 2008-2009       | 6      |
| Coppa Italia Serie D    | 4              | 1999-2000 | 2002-2003       | 4      |
| Poule Scudetto          | 1              | 2002-2003 | 2002-2003       | 1      |
| Coppa Italia Dilettanti | 15             | 1981-1982 | 1998-1999       | 15     |